# Carl von Bonsdorff
Carl Gabriel von Bonsdorff (født 9. oktober 1862 i Kangasala, død 19. december 1951 i Helsinki) var en finsk historiker. Han var far til Bertel von Bonsdorff.
von Bonsdorff blev student 1880, Dr. phil. 1888 og 1898 professor i nordisk historie ved universitetet i Helsinki. Han har særlig studeret svensk og finsk byvæsens historie i 17. århundrede. Af hans arbejder må nævnes: Nyen och Nyenskans. Historisk skildring i Finska Vetenskaps-Societetens Acta, bind XVIII (1891), Utdrag ur Åbo stads dombok 1623—32 i Bidrag til Åbo stads historia (1885—87), i samme samling Åbo stads historia under sjuttonde seklet (1889—1904). I Strödda uppsatser (1898 og 1901) har von Bonsdorff samlet resultaterne af sine mindre, kulturhistoriske studier.